# 武者絵
武者絵（むしゃえ）とは、歴史・伝説・軍記物などに登場する英雄・豪傑・武将や、その合戦の場面を描いた絵のこと。特に江戸時代から明治時代に描かれた浮世絵の様式のひとつを指す事が多い。

## 歴史

### 前史
鎌倉時代以降支配者だった武士たちにとり、先祖たちの活躍は自らの正当性の拠り所であり、その活躍を顕彰し後世に伝えるため、かなり早くから絵画化された。承安元年（1171年）に、後白河天皇の命令で『後三年合戦絵巻』が作られたのが文献上の初見で、『平家物語絵巻』などいくつかの絵巻物にその勇姿を見ることができる。しかし、これらは合戦全体の状況を大局的に描くものが多く、記録画としての性格が強かった。主題の合戦は主に内戦であるのに対し、蒙古襲来絵詞は日本人が外敵と戦った様子を初めて描いた記録的作品である。
武者絵の成立には絵馬が大きく関わった。絵馬は室町時代に入ると馬以外の図柄も描かれるようになるが、その中に武者を大きく描いた例が登場してくる。現存最古の武者絵馬は、天文21年（1552年）に狩野派の絵師が描き、堺の商人が厳島神社に奉納した、牛若丸と武蔵坊弁慶の出会いを描いた絵馬である。初期の武者絵馬は、戦国大名を始めとする有力者が、平家物語を題材とし、狩野派や長谷川派、海北派など有力な絵師が手がけた作品が多い。

### 浮世絵武者絵
初期から浮世絵の終期にあたる明治時代まで、多数の浮世絵師によって描かれている。初期では、菱川師宣による墨摺絵「大江山酒呑童子」18枚組などが知られ、その後、奥村政信や鳥居派らによる丹絵・漆絵などに、武者絵馬の系譜を引いた武人の活躍が力強いタッチで描かれた作が見られる。また版本では、軍記物の中から英雄達が活躍する場面を抽出したヒーロー図鑑のような絵本のほか、頼光や義経、為朝ら特定の英雄を扱った一代記ものの草双紙が多く作られ、絵巻物類は子供の教育的役割も果たした。多色刷りの錦絵の時代になると、勝川春章に続く勝川派の絵師たちが一枚物の武者絵に多くの筆をとった。しかし、江戸幕府による長い平和の時代には、武者絵は、故事伝説、芝居上という印象が強く、しばらくは発展しない状態が続いた。
だが、寛政の改革以後、幕府が軟文学や好色本の取締りをし始めると、武士的倫理を鼓吹する曲亭馬琴の著す読本の流行と相まって、武者絵ブームが招来する。そのきっかけとなったのは「太閤記」の流行だったが、江戸幕府の禁令によって、徳川家や天正年間以降の大名家を描くことは禁止されていた。『市中取締類集』によると、川中島の戦いは天正以前なのでお咎めはなかったが太閤記はご法度であり、文化元年（1804年）『絵本太閤記』を錦絵にした喜多川歌麿らは処罰されている。しかし、これらの事柄は売上が期待できたため、天正年間以前の表面上よく似た事件に仮託して描く手法が発達した。例えば、当時人気画題であった本能寺の変は、土佐坊昌俊が源義経に夜襲をかけた堀川夜討に、朝鮮での虎退治で知られる加藤清正は、武内宿禰や和藤内に仮託され、本来は別の事柄を描いていることを示すため、名前をもじったり、家紋や武器、兜などその人物を象徴するシンボルを絵の中に潜ませる事で規制をすり抜けている。
文化文政期に勝川春亭が三枚続の武者絵を多く手がける。次いで歌川国芳が、当時「武者絵の国芳」といわれるほどの評判を得て、画面からはみ出さんばかりの力強く勇壮な作品を数多く描き、武者絵は最盛期を迎えた。その図様は絵馬だけでなく、幟や半纏、印籠、扇子、凧などにも描かれ、こうした身近な物だけでは飽きたらず、自らの身体に武者絵の刺青を彫ることが流行する。

### 幕末以後
やがて、外国船がたびたび日本沿岸に近付くようになり、武力で開港要求を迫るに至って国内は騒然となった。そして、この時期以後、再び合戦絵が風刺的な絵として登場、さらに明治維新の頃の混乱の様子は、月岡芳年らが取上げている。また、明治初期の西南戦争に関しては、歌川派の絵師たちが虚実取混ぜて多数錦絵に描いた。しかし、明治時代以降盛んに描かれ始めた、菊池容斎の『前賢故実』などに倣った厳密な考証に基づく歴史画の陰に隠れて、次第に武者絵の人気は下降線をたどっていく。また、政府の「尊皇愛国」を掲げる徳育的歴史教育の視覚メディアの一端を担うようになり、「忠君」をテーマとする画題が多く扱われるのも明治期の武者絵の特徴である。
その後日清戦争が起こったが、この時が錦絵史上における最大で最終の戦争絵ブームであった。日清戦争の様子は、役者絵を主に描いた豊原国周や、小林清親らによって錦絵に描かれている。この後、浮世絵自体が終焉を迎えるが、凧や幟といった際物の世界では昭和に入っても細々と描かれ続けた。